# Something Undone
Something Undone är en kanadensisk dramathrillerserie vars första säsong hade premiär i december 2023. Första säsongen bestod av 10 avsnitt. Serien är skapad av Michael Musi och Madison Walsh, som även spelar huvudrollerna i serien.

## Handling
Serien kretsar kring Jo och Farid som gör en true crime-podcast som handlar om en familj som mördades på 1980-talet.

## Rollista (i urval)
- Madison Walsh - Jo
- Michael Musi - Farid
- Billy Campbell - pastor Cape
- Amanda Brugel - Christina
- Kyra Harper - Martha